# Aaron Arm
Aaron Arm es una comunidad no incorporada situada cerca de Burgeo sobre la costa sur de la isla de Terranova en la provincia canadiense de Terranova y labrador.